# Coupe de France féminine de volley-ball 2022-2023
Navigation
Coupe de France 2021-2022 Coupe de France 2023-2024
La Coupe de France féminine de volley-ball 2022-2023 est la 37e édition de la Coupe de France, compétition à élimination directe mettant aux prises des clubs de volley-ball professionnels affiliés à la Fédération française de volley, qui se dispute du 24 janvier au 1er avril 2023. 
Le vainqueur de l'épreuve se qualifie pour la Supercoupe de France 2023 ainsi que pour la Coupe de la CEV 2023-2024.

## Format de la compétition
La compétition se dispute sous la forme d'un tournoi à élimination directe, confrontant sur des matchs simples de 3 sets gagnants — set de 25 points, 2 points d’écart, tie-break en 15 points — 16 équipes professionnelles dont l'ensemble de celles disputant le Championnat de France 2022-2023, à l'exception de France Avenir 2024, et trois formations évoluant dans le Championnat Élite, à savoir les deux clubs finalistes de la Coupe de France fédérale 2021-2022 (SES Calais et Istres Provence Volley) et le relégué de Ligue A 2021-2022 : Évreux Volley-ball.
| Clubs participants | Clubs participants     |
| ------------------ | ---------------------- |
| Béziers Volley     | VC Marcq-en-Barœul     |
| SES Calais (Élite) | Volley Mulhouse Alsace |
| RC Cannes          | Neptunes de Nantes     |
| VBC Chamalières    | SF Paris Saint-Cloud   |
| Évreux VB (Élite)  | Saint-Raphaël Var      |
| Istres PV (Élite)  | Terville Florange OC   |
| Volero Le Cannet T | Vandœuvre Nancy        |
| Levallois SC       | Pays d'Aix Venelles    |

## Tirage au sort et répartition des rencontres
Le règlement particulier des épreuves (RPE) de la Coupe de France féminine professionnelle stipule que :
- Les matchs sont constitués dans l’ordre du tirage au sort.
- L’équipe tirée au sort la première est désignée club « organisateur », excepté si une rencontre oppose un club du Championnat Élite à une formation de Ligue AF. Dans ce cas, le club Élite est désigné de manière automatique comme « organisateur ».

## Diffuseurs
- L'intégralité de la compétition est diffusée gratuitement par la Ligue nationale de volley à travers sa plateforme LNVtv (hors clubs Élite receveurs)[2].
- La finale est retransmise sur BeIn Sports (pour la 1re fois) et Sport en France[3].

## Déroulement de la compétition

### Tableau
|  | Huitièmes de finale | Huitièmes de finale |                     |   | Quarts de finale | Quarts de finale |  |  | Demi-finales | Demi-finales |  |  | Finale                                  | Finale                                  |
|  | Huitièmes de finale | Huitièmes de finale |                     |   | Quarts de finale | Quarts de finale |  |  | Demi-finales | Demi-finales |  |  | Finale                                  | Finale                                  |
|  |                     |                     |                     |   |                  |                  |  |  |              |              |  |  |                                         |                                         |
|  | 24 janvier 2023     | 24 janvier 2023     |                     |   | 14 février 2023  | 14 février 2023  |  |  | 8 mars 2023  | 8 mars 2023  |  |  | 1er avril 2023, Paris, Halle Carpentier | 1er avril 2023, Paris, Halle Carpentier |
|  | 24 janvier 2023     | 24 janvier 2023     |                     |   | 14 février 2023  | 14 février 2023  |  |  | 8 mars 2023  | 8 mars 2023  |  |  | 1er avril 2023, Paris, Halle Carpentier | 1er avril 2023, Paris, Halle Carpentier |
|  | Volero Le Cannet    | 2                   |                     |   | 14 février 2023  | 14 février 2023  |  |  | 8 mars 2023  | 8 mars 2023  |  |  | 1er avril 2023, Paris, Halle Carpentier | 1er avril 2023, Paris, Halle Carpentier |
|  | Volero Le Cannet    | 2                   |                     |   | 14 février 2023  | 14 février 2023  |  |  | 8 mars 2023  | 8 mars 2023  |  |  | 1er avril 2023, Paris, Halle Carpentier | 1er avril 2023, Paris, Halle Carpentier |
|  | Béziers Volley      | 3                   |                     |   | 14 février 2023  | 14 février 2023  |  |  | 8 mars 2023  | 8 mars 2023  |  |  | 1er avril 2023, Paris, Halle Carpentier | 1er avril 2023, Paris, Halle Carpentier |
|  | Béziers Volley      | 3                   | Béziers Volley      | 3 |                  |                  |  |  | 8 mars 2023  | 8 mars 2023  |  |  | 1er avril 2023, Paris, Halle Carpentier | 1er avril 2023, Paris, Halle Carpentier |
|  | 24 janvier 2023     |                     | Béziers Volley      | 3 |                  |                  |  |  | 8 mars 2023  | 8 mars 2023  |  |  | 1er avril 2023, Paris, Halle Carpentier | 1er avril 2023, Paris, Halle Carpentier |
|  |                     | Vandœuvre Nancy     | 2                   |   |                  |                  |  |  | 8 mars 2023  | 8 mars 2023  |  |  | 1er avril 2023, Paris, Halle Carpentier | 1er avril 2023, Paris, Halle Carpentier |
|  | Levallois SC        | Vandœuvre Nancy     | 2                   | 2 |                  |                  |  |  | 8 mars 2023  | 8 mars 2023  |  |  | 1er avril 2023, Paris, Halle Carpentier | 1er avril 2023, Paris, Halle Carpentier |
|  | Levallois SC        | 14 février 2023     |                     | 2 |                  |                  |  |  | 8 mars 2023  | 8 mars 2023  |  |  | 1er avril 2023, Paris, Halle Carpentier | 1er avril 2023, Paris, Halle Carpentier |
|  | Vandœuvre Nancy     | 3                   |                     |   |                  |                  |  |  | 8 mars 2023  | 8 mars 2023  |  |  | 1er avril 2023, Paris, Halle Carpentier | 1er avril 2023, Paris, Halle Carpentier |
|  | Vandœuvre Nancy     | 3                   | Béziers Volley      | 3 |                  |                  |  |  |              |              |  |  | 1er avril 2023, Paris, Halle Carpentier | 1er avril 2023, Paris, Halle Carpentier |
|  | 24 janvier 2023     |                     | Béziers Volley      | 3 |                  |                  |  |  |              |              |  |  | 1er avril 2023, Paris, Halle Carpentier | 1er avril 2023, Paris, Halle Carpentier |
|  |                     | Neptunes de Nantes  | 2                   |   |                  |                  |  |  |              |              |  |  | 1er avril 2023, Paris, Halle Carpentier | 1er avril 2023, Paris, Halle Carpentier |
|  | SES Calais          | Neptunes de Nantes  | 2                   | 1 |                  |                  |  |  |              |              |  |  | 1er avril 2023, Paris, Halle Carpentier | 1er avril 2023, Paris, Halle Carpentier |
|  | SES Calais          | 7 mars 2023         |                     | 1 |                  |                  |  |  |              |              |  |  | 1er avril 2023, Paris, Halle Carpentier | 1er avril 2023, Paris, Halle Carpentier |
|  | Terville Florange   | 3                   |                     |   |                  |                  |  |  |              |              |  |  | 1er avril 2023, Paris, Halle Carpentier | 1er avril 2023, Paris, Halle Carpentier |
|  | Terville Florange   | 3                   | Terville Florange   | 1 |                  |                  |  |  |              |              |  |  | 1er avril 2023, Paris, Halle Carpentier | 1er avril 2023, Paris, Halle Carpentier |
|  | 24 janvier 2023     |                     | Terville Florange   | 1 |                  |                  |  |  |              |              |  |  | 1er avril 2023, Paris, Halle Carpentier | 1er avril 2023, Paris, Halle Carpentier |
|  |                     | Neptunes de Nantes  | 3                   |   |                  |                  |  |  |              |              |  |  | 1er avril 2023, Paris, Halle Carpentier | 1er avril 2023, Paris, Halle Carpentier |
|  | Istres PV           | Neptunes de Nantes  | 3                   | 0 |                  |                  |  |  |              |              |  |  | 1er avril 2023, Paris, Halle Carpentier | 1er avril 2023, Paris, Halle Carpentier |
|  | Istres PV           | 14 février 2023     |                     | 0 |                  |                  |  |  |              |              |  |  | 1er avril 2023, Paris, Halle Carpentier | 1er avril 2023, Paris, Halle Carpentier |
|  | Neptunes de Nantes  | 3                   |                     |   |                  |                  |  |  |              |              |  |  | 1er avril 2023, Paris, Halle Carpentier | 1er avril 2023, Paris, Halle Carpentier |
|  | Neptunes de Nantes  | 3                   | Béziers Volley      | 3 |                  |                  |  |  |              |              |  |  |                                         |                                         |
|  | 24 janvier 2023     |                     | Béziers Volley      | 3 |                  |                  |  |  |              |              |  |  |                                         |                                         |
|  |                     | RC Cannes           | 2                   |   |                  |                  |  |  |              |              |  |  |                                         |                                         |
|  | Marcq-en-Barœul     | RC Cannes           | 2                   | 0 |                  |                  |  |  |              |              |  |  |                                         |                                         |
|  | Marcq-en-Barœul     |                     |                     | 0 |                  |                  |  |  |              |              |  |  |                                         |                                         |
|  | RC Cannes           | 3                   |                     |   |                  |                  |  |  |              |              |  |  |                                         |                                         |
|  | RC Cannes           | 3                   | RC Cannes           | 3 |                  |                  |  |  |              |              |  |  |                                         |                                         |
|  | 24 janvier 2023     |                     | RC Cannes           | 3 |                  |                  |  |  |              |              |  |  |                                         |                                         |
|  |                     | Paris Saint-Cloud   | 0                   |   |                  |                  |  |  |              |              |  |  |                                         |                                         |
|  | VBC Chamalières     | Paris Saint-Cloud   | 0                   | 0 |                  |                  |  |  |              |              |  |  |                                         |                                         |
|  | VBC Chamalières     | 14 février 2023     |                     | 0 |                  |                  |  |  |              |              |  |  |                                         |                                         |
|  | Paris Saint-Cloud   | 3                   |                     |   |                  |                  |  |  |              |              |  |  |                                         |                                         |
|  | Paris Saint-Cloud   | 3                   | RC Cannes           | 3 |                  |                  |  |  |              |              |  |  |                                         |                                         |
|  | 24 janvier 2023     |                     | RC Cannes           | 3 |                  |                  |  |  |              |              |  |  |                                         |                                         |
|  |                     | Pays d'Aix Venelles | 2                   |   |                  |                  |  |  |              |              |  |  |                                         |                                         |
|  | Pays d'Aix Venelles | Pays d'Aix Venelles | 2                   | 3 |                  |                  |  |  |              |              |  |  |                                         |                                         |
|  | Pays d'Aix Venelles |                     |                     | 3 |                  |                  |  |  |              |              |  |  |                                         |                                         |
|  | Saint-Raphaël       | 1                   |                     |   |                  |                  |  |  |              |              |  |  |                                         |                                         |
|  | Saint-Raphaël       | 1                   | Pays d'Aix Venelles | 3 |                  |                  |  |  |              |              |  |  |                                         |                                         |
|  | 24 janvier 2023     |                     | Pays d'Aix Venelles | 3 |                  |                  |  |  |              |              |  |  |                                         |                                         |
|  |                     | Mulhouse Alsace     | 2                   |   |                  |                  |  |  |              |              |  |  |                                         |                                         |
|  | Évreux VB           | Mulhouse Alsace     | 2                   | 1 |                  |                  |  |  |              |              |  |  |                                         |                                         |
|  | Évreux VB           |                     |                     | 1 |                  |                  |  |  |              |              |  |  |                                         |                                         |
|  | Mulhouse Alsace     | 3                   |                     |   |                  |                  |  |  |              |              |  |  |                                         |                                         |
|  | Mulhouse Alsace     | 3                   |                     |   |                  |                  |  |  |              |              |  |  |                                         |                                         |

* Les horaires des rencontres sont indiquées en heure locale.

### Finale
La finale de la 37e édition de la Coupe de France se dispute le 1er avril 2023 à la halle Georges-Carpentier, à Paris. Après deux échecs à ce stade, en 2017 et 2018, le Béziers Volley remporte la compétition pour la première fois en s'imposant sur le score de 3 sets à 2 (25-22, 21-25, 25-17, 15-25, 15-10) face au Racing Club de Cannes. Le club cannois, vingt fois vainqueur de l'épreuve, perd une seconde finale de rang au terme d'une rencontre palpitante. La réceptionneuse-attaquante de Béziers Avery Skinner est désignée meilleure joueuse de la rencontre,,.
| Vainqueur de la Coupe de France 2022-2023 Béziers Volley 1re victoire |

## Statistiques
La meilleure marqueuse de la compétition est Avery Skinner (Béziers) avec 71 points inscrits devant Taylor Mims (55 points, Nantes) et Amélie Rotar (54 points, Béziers).